# Tobosos
Los tobosos fueron un pueblo indígena de México que habitó en lo que ahora se llama Bolsón de Mapimí y regiones circundantes, eran enemigos de las tribus del valle (Irritila).
Hablaban un idioma llamado toboso y tenían gran influencia de los tepehuanes. Como herramientas de caza utilizaban la honda y la lanza, actividad muy importante en su vida que sustentaba las necesidades alimenticias del pueblo.

## Localización

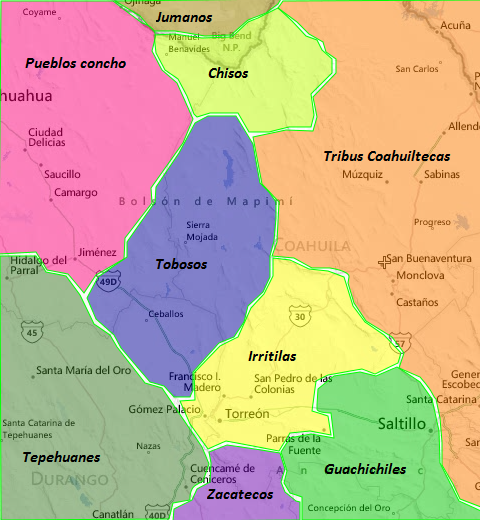
Territorio toboso al contacto con los españoles

Los tobosos habitaban el área del Bolsón de Mapimí (al este de Chihuahua y al oeste de Coahuila). Frecuentemente se resistieron a la intervención española, atacando los asentamientos a su alcance. Especialmente durante el siglo XVII representaron un problema para el Gobierno central.

## Historia
Los Tobosos se asociaban con los habitantes de La Junta de los Ríos, cerca de Presidio, Texas. Sin embargo, eran más abundantes al sur y por lo tanto estaban más expuestos a las incursiones esclavistas de los españoles; esto les llevó a tener una reacción diferente a los exploradores españoles. Por ejemplo, mientras que los indios en La Junta, a menudo llamados colectivamente Jumanos, dieron bienvenida amistosa a la expedición de Antonio de Espejo en 1583, los Tobosos huyeron de la expedición.
Los Tobosos comenzaron a atacar en la década de 1640 asentamientos misioneros españoles y minas tarahumaras para el oeste. Más tarde muchos Tobosos fueron trasladados a las misiones de Monterrey, México. Si bien no aprendieron español. Un gran número de la Tobosos dejaron las misiones y rechazaron el cristianismo. Entonces los Tobosos fueron clasificados como indios "ladinos" por los españoles, un término que significa "astuto" y que indica que conocían la forma de vida española por medio de sistemas de espías y lo utilizaron para ser más eficaz en la lucha contra estos. Los Tobosos en la década de 1690 también hicieron incursiones significativas sobre misiones y ranchos Tarahumara.
Hacia 1680 los jumanos de La junta se encontraban ya tan desestabilizados por los tobosos que Juan Sabeata dudaba en cooperar con Juan de Retana después de permanecer años luchando con los estos.
Los Tobosos se organizaban en tribus. El número de tribus disminuyó con el tiempo. En la década de 1680 había 12. A partir de 1693 los españoles sólo contaron cuatro tribus, los Osatayogliglas, Guazapayogliglas, Chichitames y los Sisimbles.
En 1800 los Tobosos que se quedaron en México fueron esencialmente absorbidos por el mestzaje. Sin embargo, algunos Tobosos emigraron a la costa de Texas en la que se asentaron cerca de la Misión de Nuestra Señora del Refugio desde 1807 hasta al menos 1828. Estas fechas se basan en los registros bautismales mantenidos en esa misión identifiando como Tobosos a algunos de los registros. Desde 1776 grupos Karankawas y tobosos llegaron huyendo de las misiones a la isla Matagorda, lugar donde probablemente residen sus últimos descendientes directos.